# Pyrrhocorax
Genre
Pyrrhocorax est un genre d'oiseaux comprenant deux espèces de corvidés, le Crave à bec rouge (P. pyrrhocorax) et le Chocard à bec jaune (P. graculus).

## Description
Ces oiseaux ont un plumage noir et des pattes de couleurs vives. Leurs ailes sont longues et larges, elles leur permettent d'effectuer des acrobaties aériennes spectaculaires. Le Chocard à bec jaune affectionne les zones plus montagneuses que son cousin le Crave à bec rouge mais les deux espèces se rencontrent à la fois dans certaines zones. Il est possible de les confondre, aussi bien entre eux qu'avec les choucas mais diverses caractéristiques permettent de les identifier plus sûrement. Le crave a un bec rouge-orangé plus grand que le bec jaune du chocard. Les ailes du crave sont plus digitées que celles du chocard et celles des choucas. Le crave comme le chocard ont des pattes rouges. Les choucas eux ont un bec et des pattes noires.
| Caractéristique   | Crave à bec rouge                                                                                   | Chocard à bec jaune                              |
| ----------------- | --------------------------------------------------------------------------------------------------- | ------------------------------------------------ |
| Poids             | 285–380 g                                                                                           | 191–244 g                                        |
| Aile pliée        | 249–304 mm                                                                                          | 250–274 mm                                       |
| Queue             | 126–145 mm                                                                                          | 150–167 mm                                       |
| Tarse             | 55–59 mm                                                                                            | 41–48 mm                                         |
| Longueur du bec   | 41–56 mm                                                                                            | 31–37 mm                                         |
| Couleur du bec    | Rouge                                                                                               | Jaune                                            |
| Silhouette en vol | Flying Red-billed Chough silhouetted against the sky                                                | Flying Alpine Chough silhouetted against the sky |
| Silhouette en vol | Le Crave à bec rouge a les rémiges primaires plus écartées et une queue plus courte que le Chocard. |                                                  |

## Habitats et répartition
Ils vivent dans le sud de l'Eurasie et l'Afrique du Nord. Les deux espèces nichent en général sur des crevasses dans une falaise. Les couples sont fidèles à vie. Ils pondent de 3 à 4 œufs dans un nid fait de brindilles de bois. Ils se nourrissent essentiellement de petits invertébrés pris dans les prairies pâturées et de quelques végétaux. En hiver, ils sont plus opportunistes et peuvent s'approcher des habitations pour trouver de quoi se nourrir.

## Menace sur ces espèces?
Ces espèces ne sont pas en danger mais assez menacées. Les changements dans les pratiques agricoles, le déboisement et le tourisme réduisent de façon certaine les populations. On estime qu'en France leur population a diminué de près de 90 % depuis quelques dizaines d'années.

## Liste des espèces
D'après la classification de référence du Congrès ornithologique international (ordre phylogénique) :
- Crave à bec rouge — Pyrrhocorax pyrrhocorax (Linnaeus, 1758)
- Chocard à bec jaune — Pyrrhocorax graculus (Linnaeus, 1766)